# Milliarium Aureum

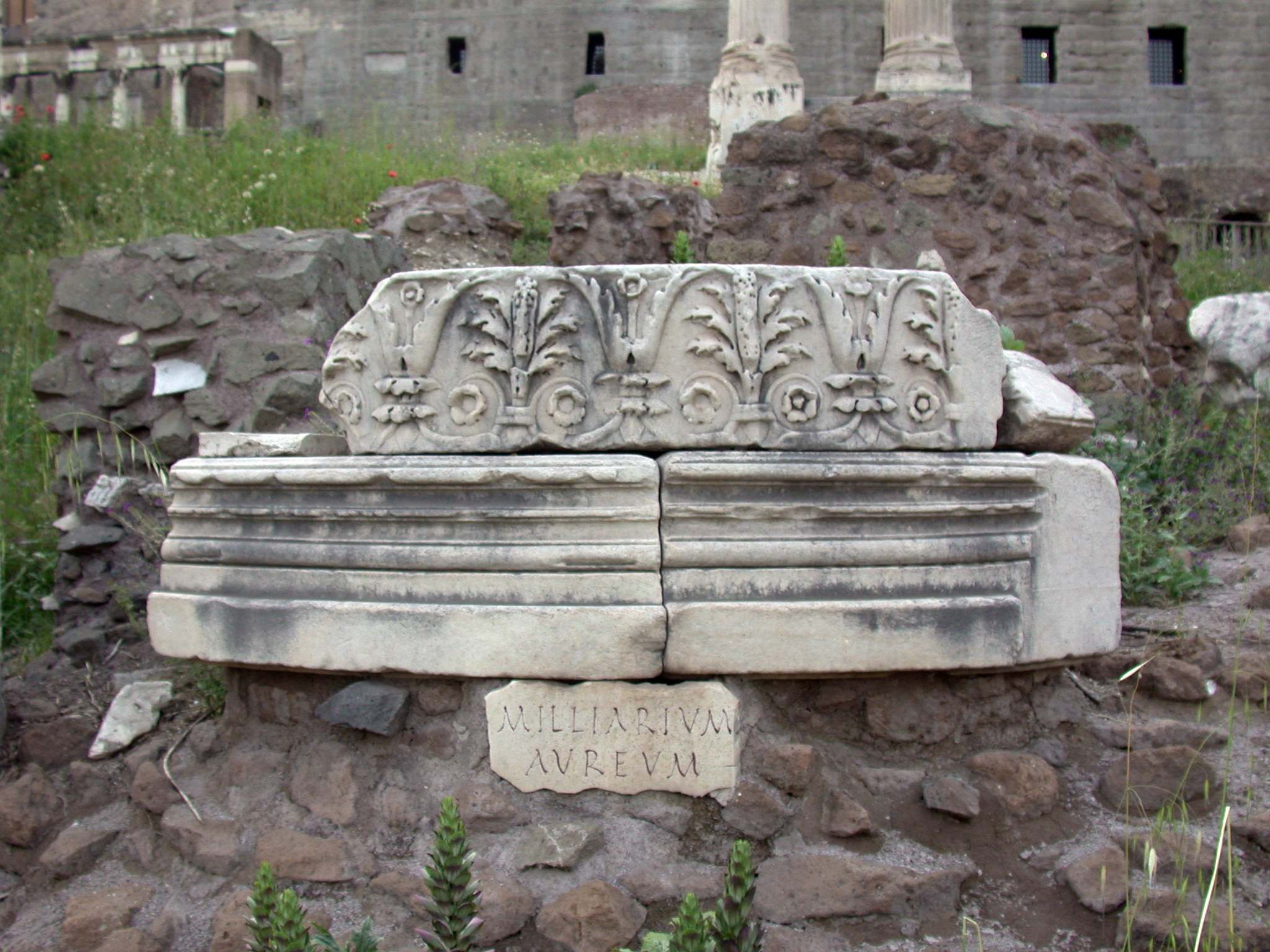
Vestigii ale unei frize cu palmete marcate cu
inscripția modernă MILLIARIVM AVREVM,
dar aparținând mai probabil
de Umbilicus Urbis Romae.

Milliarium Aureum (uneori: Miliariun Aureum sau Milliarium Urbis) a fost o piatră miliară aurită, ridicată de Augustus, în Forumul roman, ca „punct zero” al marilor drumuri romane. Marca originea tuturor drumurilor care brăzdau Imperiul și indica distanțele între Roma și principalele orașe de provincie.

## Localizarea
Plinius cel Bătrân și Tacitus credeau că miliarul aurit s-ar fi aflat aproape de templul lui Saturn, în zona occidentală a Forumului și că era înclinat spre restul esplanadei (sub aedem Saturni și in capite Romani fori).Vestigii ale unei structuri circulare din beton, aduse la lumina zilei, în timpul săpăturilor conduse în 1959, ar putea să corespundă cu fondațiile miliarului. În această situație, s-ar situa în colțul de sud-vest al tribunelor imperiale, adiacent cu începutul treptelor care formau un hemiciclu.

## Funcție
Potrivit lui Plutarh, primul obiectiv al monumentului, la construirea sa, era de a marca punctul de convergență al drumurilor din Peninsula Italică permițând măsurarea distanțelor lor nu de la zidul servian, ci din Forum, centrul politic și religios al orașului. Funcția simbolică de centru al întregii rețele rutiere a Imperiului a putut fi atribuită mai târziu, prin extensie.

## Istorie
Monumentul a fost ridicat de Augustus, în anul 9 î.Hr., în calitate de superintendent al rețelei rutiere imperiale (cura viarum), funcție pe care și-o asumase din 20 î.Hr.

## Descriere
Monumentul ar trebui să fi avut forma unei pietre miliare acoperite cu bronz aurit. Nu este sigur dacă numele principalelor orașe romane și distanțele lor în raport cu Roma erau înscrise pe miliar, această ipoteză nefiind confirmată de nicio sursă antică. Este vorba, fără îndoială, mai ales de o proiecție din ceea ce s-a putut observa pe alte pietre miliare de pe cuprinsul Imperiului. După descrierea făcută de Dio Cassius, miliarul ar fi putut să aibă gravate numele principalelor drumuri care plecau de la Roma și numele funcționarilor curatores viarum numiți de Augustus și însărcinați cu întreținerea drumurilor.
Vestigiile marcate astăzi cu inscripția Milliarium aureum nu par să corespundă cu cele ale monumentului. Secțiunea antablamentului circular cu o friză cu palmete corespunde unui diametru echivalent cu acela al Umbilicus Urbis Romae, prea important pentru o piatră miliară, cel puțin dacă nu ar fi fost de dimensiuni colosale.